# Big Comic Spirits
Big Comic Spirits (ビッグコミックスピリッツ, Biggu Komikku Supirittsu) é uma revista semanal japonesa de mangás seinen publicada pela Shogakukan. A primeira edição da Big Comic Spirits foi publicada em 4 de outubro de 1980. Os mangás publicados na revista costumam possuir temas envolvendo esportes, culinária, relacionamentos amorosos e negócios. As histórias frequentemente questionam o statu quo. A revista é publicada toda segunda-feira e custa 350 ienes (2017).

## Séries atuais
Algumas séries são publicadas em intervalos irregulares.
| Título da série                                                                        | Autor              | Início           |
| -------------------------------------------------------------------------------------- | ------------------ | ---------------- |
| 1518! (1518!)                                                                          | Aida Yuu           | Agosto de 2014   |
| Ao Ashi (アオアシ)                                                                     | Ueno Naohiko       | Janeiro de 2015  |
| Asahinagu (あさひなぐ)                                                                 | Kozaki Ai          | Janeiro de 2011  |
| Boukyaku no Sachiko (忘却のサチコ)                                                     | Abe Jun            | Agosto de 2014   |
| Dance Dance Danseur (ダンス・ダンス・ダンスール)                                       | George Asakura     | Setembro de 2015 |
| Danchi Tomoo (団地ともお)                                                              | Oda Tobira         | 2003             |
| Dead Dead Demon's Dededededestruction (デッドデッドデーモンズデデデデデストラクション) | Asano Inio         | Abril de 2014    |
| Dragon Jam (DRAGON JAM)                                                                | Fujii Itsunari     | Maio de 2010     |
| Hakubo no Chronicle (白暮のクロニクル)                                                 | Yuuki Masami       | Agosto de 2013   |
| Hikari-Man (HIKARI-MAN)                                                                | Yamamoto Hideo     | Dezembro de 2014 |
| Kanata Kakeru (かなたかける)                                                           | Takahashi Shin     | Janeiro de 2016  |
| Kenkou de Bunkateki na Saiteigendo no Seikatsu (健康で文化的な最低限度の生活)          | Kashiwagi Haruko   | Março de 2014    |
| Koi wa Ameagari no You ni (恋は雨上がりのように)                                       | Mayuzuki Jun       | Junho de 2014    |
| Kūneru Marta (くーねるまるた)                                                          | Takao Jingu        | Agosto de 2012   |
| Mogura no Uta (土竜の唄)                                                               | Takahashi Noboru   | Agosto de 2005   |
| Neko no Otera no Chion-san (猫のお寺の知恩さん)                                        | Ojiro Makoto       | Maio de 2016     |
| Oishinbo (美味しんぼ)                                                                  | Kariya Tetsu       | Setembro de 1983 |
| Ousama-tachi no Viking (王様達のヴァイキング)                                          | Sadayasu           | Março de 2013    |
| Saotome Senshu, Hitakakusu (早乙女選手、ひたかくす)                                    | Mizuguchi Naoki    | Agosto de 2016   |
| Sekai wa Boku no Mono (世界はボクのもの)                                               | Wakasugi Kiminori  | Outubro de 2015  |
| Shiawase Afro Tanaka (しあわせアフロ田中)                                              | Noritsuke Masaharu | Julho de 2015    |
| Slow Motion wo Mou Ichido (スローモーションをもう一度)                                 | Kanou Rie          | Agosto de 2016   |
| Ten Prism (テンプリズム)                                                               | Soda Masahito      | Maio de 2014     |
| Tenohira ni Ai wo! (てのひらにアイを！)                                                | Murata Kouji       | Agosto de 2016   |
| Tokusatsu Gagaga (トクサツガガガ)                                                      | Tanaba Niwa        | Agosto de 2014   |
| Wild Pitch!!! (WILD PITCH!!!)                                                          | Nakahara Yuu       | Dezembro de 2015 |
| Yamikin Ushijima-kun (闇金ウシジマくん)                                                | Manabe Shohei      | Maio de 2004     |

## Séries finalizadas
Essa é uma lista incompleta contendo os mangás mais populares publicados na revista.
- Oyasumi Punpun
- 20th Century Boys
- Gallery Fake
- Uzumaki
- Homunculus
- 21st Century Boys
- I Am a Hero
- Gyo: Ugomeku Bukimi
- Hideout
- Saishuu Heiki Kanojo
- Sekai no Owari to Yoake Mae
- Maison Ikkoku
- Kono S wo, Mi yo! - Cupid no Itazura
- Black Paradox
- Tekkonkinkreet
- Ressentiment
- Believers
- Ping Pong
- Arigatou
- Bambino!
- Boys on the Run
- Burning Hell: Kami no Kuni
- Living Game
- Crying Freeman
- Chocolat
- D-ash
- Fourteen
- Master Keaton
- Subaru
- Happy!
- Yawara!
- Last Inning
- Kami no Hidarite Akuma no Migite
- Gaki no Koro kara
- Asatte Dance
- Saishuu Heiki Kanojo Gaidenshuu - Sekai no Hate ni wa Kimi to Futari de
- Eroge no Taiyou
- Ore x Yome - Cupid no Itazura
- Self
- Scientia
- Bambino! Secondo
- 20 Seiki Shounen: Ujiko Ujio Sakuhinshuu
- Momonchi
- Saru demo Kakeru Manga Kyoushitsu
- Moon: Subaru Solitude Standing
- Zero
- Waga Na wa Umishi
- Cherry
- Hanaotoko
- Blue